# Толхёрст, Лол
Ло́уренс Э́ндрю То́лхёрст (англ. Laurence Andrew Tolhurst), более известный как Лол Толхёрст (англ. Lol Tolhurst; 3 февраля 1959) — английский музыкант, наиболее известный как один из основателей рок-группы The Cure. Был участником группы до 1989 года (в качестве барабанщика и клавишника), после чего выступал в группах Presence и Levinhurst.

## Музыкальная карьера
Уроженец Хорли (графство Суррей), Толхёрст вырос в Кроли (Западный Суссекс), где познакомился с Робертом Смитом, когда обоим было по пять лет. Бабушка Толхёрста жила по соседству с семьёй Смита, и оба мальчика вместе учились в начальной и младшей школе св. Франциска. В подростковом возрасте Толхёрст и Смит играли в разных группах (Лол играл на барабанах). В 1978 году они основали группу The Cure.
В группе The Cure Толхёрст был барабанщиком, но иногда также играл на синтезаторах. После тура в поддержку альбома Pornography (1982) Толхёрст переквалифицировался в клавишника (барабанщиком стал Энди Андерсон). В этот период он также спродюсировал два сингла и альбом для готик-рок группы And Also the Trees.
К 1985 году Толхёрст всё меньше участвовал в жизни группы The Cure из-за прогрессирующего алкоголизма. Во время концертов его часто подменял Перл Томпсон. Вскоре после выхода альбома Kiss Me, Kiss Me, Kiss Me (1987) в группу был приглашён клавишник Роджер О’Доннелл для подмены Толхёрста во время концертов.
Во время записи альбома Disintegration (1989) алкоголизм Толхёрста стал негативно влиять на остальных членов группы, которые пригрозили Смиту уходом. Толхёрст почти не участвовал в записи Disintegration. Он участвовал в создании только одного трека с альбома, предпоследней песни «Homesick», однако его включили в список авторов альбома в качестве исполнителя на «других инструментах». Вскоре после выхода альбома Толхёрст был исключён из группы The Cure.
В 1990 году Толхёрст и вокалист Гари Биддлз основали группу Presence. В 1993 году группа выпустила альбом Inside. Их второй альбом Closer был также записан в 1990-е годы, но был выпущен только в 2014 году. Толхёрст переехал в Лос-Анджелес (США), где прошёл терапию по избавлению от алкогольной зависимости. В 1991 году у него родился сын Грей.
В 1994 году Толхёрст подал в суд на Роберта Смита и на лейбл Fiction Records за невыплату роялти, утверждая, что в середине 1980-х годов его вынудили подписать невыгодный контракт, пользуясь его слабостью ввиду алкогольной зависимости. Согласно условиям контракта он больше не был равноправным участником группы The Cure, как Роберт Смит, став лишь наёмным музыкантом. Также Толхёрст пытался заявить равные со Смитом права на название группы The Cure. В итоге он проиграл в суде и должен был оплатить судебные издержки Смита. Позднее Смит помирился с Толхёрстом.
В 2002 году Толхёрст и его жена Синди Левинсон основали группу Levinhurst, играющую в жанре электроники. В 2004 году группа выпустила альбом Perfect Life, в 2007 году вышел альбом House by the Sea. В 2009 году вышел третий альбом Blue Star, в создании которого участвовал басист Майкл Демпси, ещё один экс-участник The Cure. В 2009 году Толхёрст написал музыку к документальному фильму «9000 Needles», который выиграл несколько престижных наград.
В 2011 году Толхёрст предложил Роберту Смиту отметить 30-летие с момента выхода альбома Faith. В итоге группа решила организовать короткий тур в честь трёх своих первых альбомов. Толхёрст появился на сцене на нескольких выступлениях этого тура, включая концерт в Сиднейском оперном театре, сыграв на синтезаторах и на ударных. После окончания тура в группу вернулся Роджер О’Доннелл, но не Толхёрст.
В 2016 году Толхёрст выпустил книгу мемуаров под названием «Cured: The Tale of Two Imaginary Boys», посвящённую детской дружбе с Робертом Смитом и раннему периоду творчества The Cure. В 2018 году снялся в эпизоде радиосериала BBC Radio 4 «Soul Music», где обсудил историю песни «Boys Don’t Cry». В 2019 году Толхёрст, наряду с другими действующими и бывшими участниками The Cure, был включён в Зал славы рок-н-ролла.
В 2021 году Толхёрст начал вести подкаст Curious Creatures вместе с Баджи, участником группы Siouxsie and the Banshees, в котором обсуждал «наследие и актуальность» постпанка.
В 2023 году вышла вторая книга Толхёрста «Goth: A History». Газета «Гардиан» отметила, что эта книга «отслеживает жанр начиная с его литературных корней XVIII века до расцвета музыкальной субкультуры».
В ноябре 2023 года вышел альбом Los Angeles, который Толхёрст записал совместно с Баджи и Джекнайф Ли. В записи альбома также принимали участие Джеймс Мерфи, Эдж, Бобби Гиллеспи и Айзек Брок.

## Дискография
В составе The Cure
- Three Imaginary Boys (1979)
- Boys Don’t Cry (1980)
- Seventeen Seconds (1980)
- Faith (1981)
- Pornography (1982)
- Japanese Whispers (1983)
- The Top (1984)
- Concert: The Cure Live (1984)
- The Head on the Door (1985)
- Standing on a Beach (1986)
- Kiss Me, Kiss Me, Kiss Me (1987)
- Disintegration (1989)

В составе Presence
- Inside (1992)
- Closer (2014)

В составе Levinhurst
- Perfect Life (2004)
- The Grey (EP, 2006)
- House by the Sea (2007)
- Blue Star (2009)
- Somewhere, Nothing Is Everything (EP, 2014)

Совместно с Budgie и Jacknife Lee
- Los Angeles (2023)